# Reações de Wurtz e de Wurtz-Fittig
- Na química orgânica, a reação de Wurtz é o tratamento de um haleto de alquila com o sódio metálico (ou um outro metal) para obter o hidrocarboneto correspondente.

Generalizando, podemos escrever:
- Se a reação é operada com dois hidrocarbonetos diferentes, obtemos uma mistura de hidrocarbonetos, em geral, difícil a serem separados; por exemplo:

Se {\displaystyle R_{1}-\;=\;C_{5}H_{11}-}
e {\displaystyle R_{2}-\;=\;C_{6}H_{13}-}
, obtemos uma mistura de {\displaystyle C_{10}H_{22},\;C_{11}H_{24}\;e\;C_{12}H_{26}} com as seguintes temperaturas de ebulição: 447, 469 et 489 K.
- O método de Wurtz permite de obter hidrocarbonetos de alto massa molecular encontrados na natureza na forma de álcool: um álcool retirado do esperma da baleia, o álcool cetílico {\displaystyle C_{16}H_{33}OH} pode ser transformado em iodeto e depôs em dotriacontano pela reação:

- Uma variante: a reação de Wurtz-Fittig entre um brometo de alquila e um brometo de aríla fornece melhores resultados que a reação de dois halogenetos de alquila diferentes.

Bromobenzeno + Brometo de butila + 2 sódios --> n butilbenzeno + 2 iodetos de sódio com um rendimento de 70 %.
Este é válido entre dois halogenetos aromáticos diferentes:
- A reação de Wurtz pode igualmente ser utilizada para a formação de cicloalcanos :

Esta reação é válida para os primeiros termos da série 
- A reação de Wurtz entre um silano halogenado e um haleto de alquila permite de enxertar um carbono no silano.

{\displaystyle SiH_{3}Cl\quad +\quad CH_{3}Cl\quad +\quad 2Na\quad \to \quad H_{3}Si-CH_{3}\quad +\quad 2NaCl}